# Єдність (поїзд)
«Єдність»  — флагманський швидкісний пасажирський поїзд № 1/2 сполученням Харків — Івано-Франківськ — Ворохта, який є найдорожчим у внутрішньому сполученні України. Протяжність маршруту поїзда складає — 1286 км.
На даний поїзд є можливість придбати електронні проїзні документи.

## Історія
10 грудня 2017 року «Укрзалізниця» призначила новий поїзд № 1/2 категорії «Нічний експрес» сполученням Костянтинівка — Івано-Франківськ, що прямує через станцію Харків-Пасажирський. Поїзд сформований лише з купейних вагонів, які були побудовані напередодні запуску поїзда, а його графік складений з урахуванням побажань пасажирів.
У листопаді 2018 року поїзд зазнав зміну маршрут руху не через станцію Полтава-Київська, а через станцію Суми, а з 8 грудня 2019 року маршрут руху змінено через станції Берестин, Полтава-Південна.
З 18 березня по 1 червня 2020 року поїзд був тимчасово скасований, як і решта інших, через поширення COVID-19. З 2 червня 2020 року відновлено курсування поїзда за звичайним графіком, але через станцію Харків-Пасажирський.
З 31 серпня по 21 вересня 2020 року тимчасово скорочувався маршрут руху поїзда до станції Галич, на деякий час подовжувався до кінцевої станції Івано-Франківськ, але з 19 жовтня знову був обмежений до станції Галич.
З 7 по 11 квітня 2021 року через попадання Івано-Франківської області у «червону зону» маршрут руху поїзда був обмежений до станції Ходорів.
Через повномасштабне російське вторгнення в Україну маршрут руху поїзда було скорочено до станції Харків-Пасажирський.
З 28 квітня 2025 року нічний експрес № 1/2 сполученням Харків — Ворохта набув статусу флагманського та отримав назву «Єдність».
Поїзд «Єдність» — є восьмим флагманським поїздом «Укрзалізниці», серед яких вже курсують на маршрутах країни, такі як:
1. № 15/16 «Лесь Курбас» Харків — Ясіня
2. № 17/18 «Сковорода Експрес» Харків — Ужгород
3. № 79/80 «Січеслав» Дніпро — Львів
4. № 91/92 «Леополіс» Київ — Львів
5. № 105/106 «Чорноморець» Київ — Одеса
6. № 7/8 «Буковина» Київ — Чернівці
7. № 95/96 «Гуцульщина» Київ — Рахів.

Усі перераховані флагманські поїзди мають маркування у застосунку «Укрзалізниці» спеціальною позначкою для легкого пошуку при придбанні квитків.

## Інформація про курсування
Поїзд курсує цілий рік, через день. З Харкова відправляється по парним числам, з Ворохти — по непарним числам місяця. На маршруті руху поїзд здійснює зупинки на 10 проміжних станціях. Поїзд відправляється під пісню «Заповіт» українського співака та військовослужбовця Yarmak.
| Розклад руху поїзда № 1/2 «Єдність» (з 28.04.2025) | Розклад руху поїзда № 1/2 «Єдність» (з 28.04.2025) | Розклад руху поїзда № 1/2 «Єдність» (з 28.04.2025) | Розклад руху поїзда № 1/2 «Єдність» (з 28.04.2025) | Розклад руху поїзда № 1/2 «Єдність» (з 28.04.2025) |
| Час прибуття                                       | Час відправлення                                   | Станція                                            | Час прибуття                                       | Час відправлення                                   |
| -------------------------------------------------- | -------------------------------------------------- | -------------------------------------------------- | -------------------------------------------------- | -------------------------------------------------- |
| —                                                  | 18:45                                              | Харків                                             | 13:59                                              | —                                                  |
| 11:27                                              | —                                                  | Ворохта                                            | —                                                  | 16:31                                              |

Час в дорозі з Харкова складає 19 год. 14 хв., у зворотному напрямку, з Ворохти — 18 год. 52 хв.

## Склад поїзда
Поїзд складається з 8 купейних та 2 вагонів класу «Люкс» (плацкартні вагони у складі поїзда не передбачені).
У переліку гарантованих опцій цього флагманського поїзда:
- купейні вагони після капітального ремонту (вакуумні туалети, кондиціонери, розетки в купе) та нові вагони СВ;
- вагони обладнані біотуалетами, тому провідникам не доводиться закривати санвузли під час санітарних зонах; приведені до сучасного стандарту вбиральні з дозаторами мила та накладками на унітази;
- фірмова назва та логотип з урахуванням історії поїзда та маршруту.

Також вагони поїзда обладнані холодильниками, мікрохвильовими печами, кавоварками, окремими табло з назвами станцій та температурою у вагоні. У кожному купе встановлено  софітні світлодіодні лампи, на вікнах замість штор — сучасні жалюзі.